# Eucyrtops latior
Espèce
Synonymes
- Aganippe latior O. Pickard-Cambridge, 1877

Eucyrtops latior est une espèce d'araignées mygalomorphes de la famille des Idiopidae.

## Distribution
Cette espèce est endémique d'Australie-Occidentale.

## Publication originale
- Pickard-Cambridge, 1877 : On some new genera and species of Araneidea. The Annals and Magazine of Natural History, sér. 4, vol. 19, p. 26-39 (texte intégral).